# Park Narodowy Jezior Plitwickich

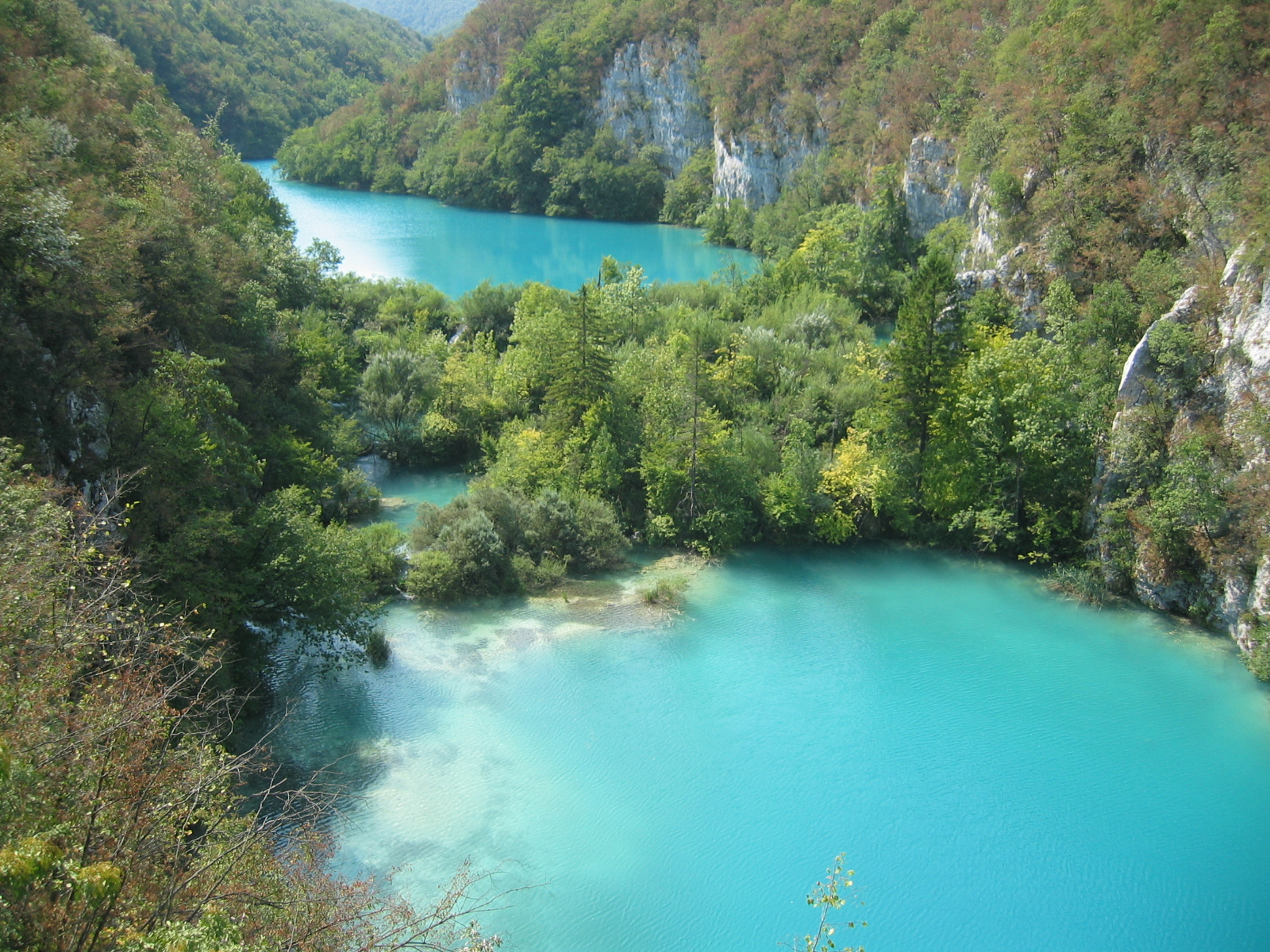
Jeziora Plitwickie

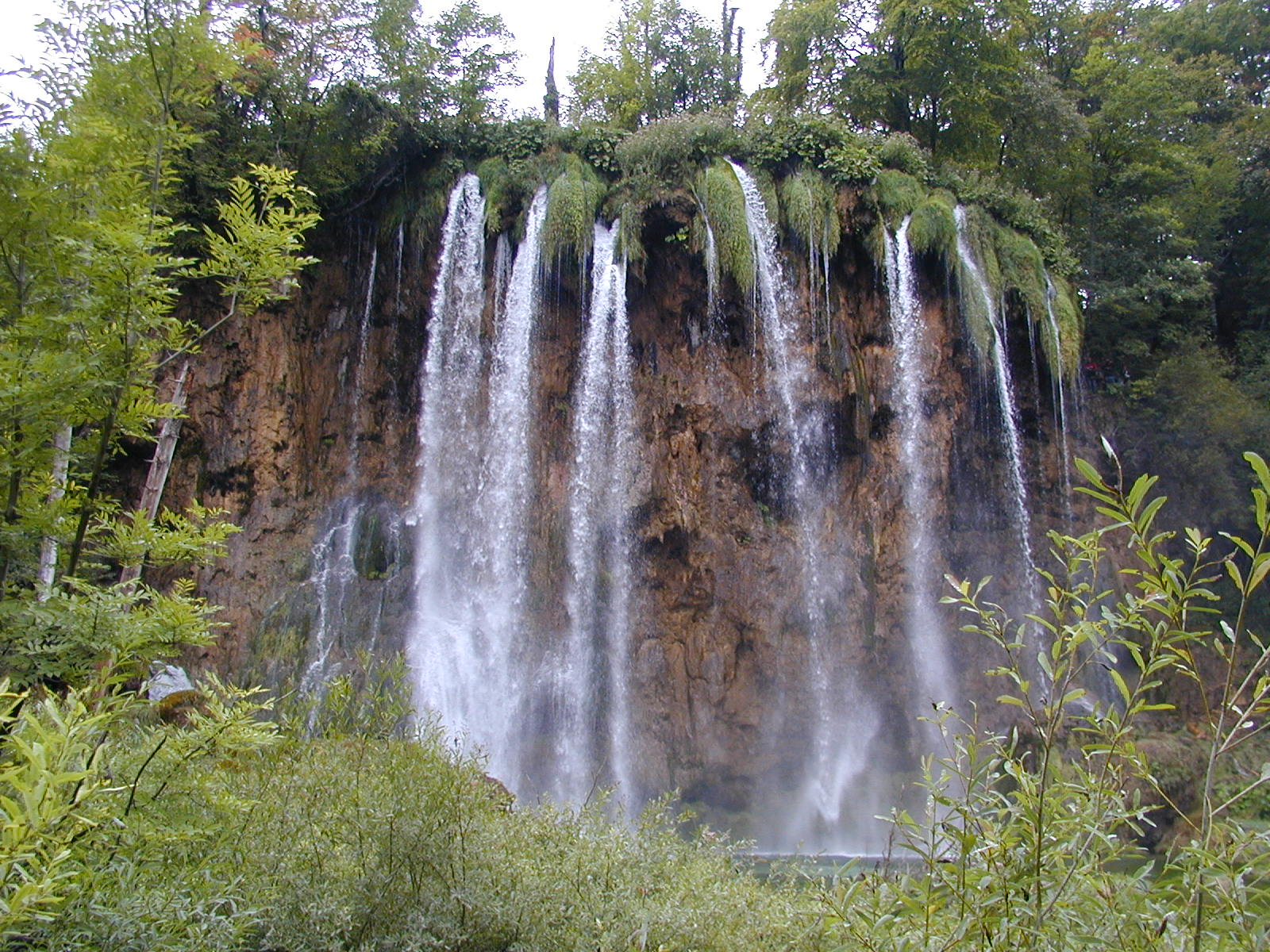
Jeden z wielu wodospadów na terenie Plitvic

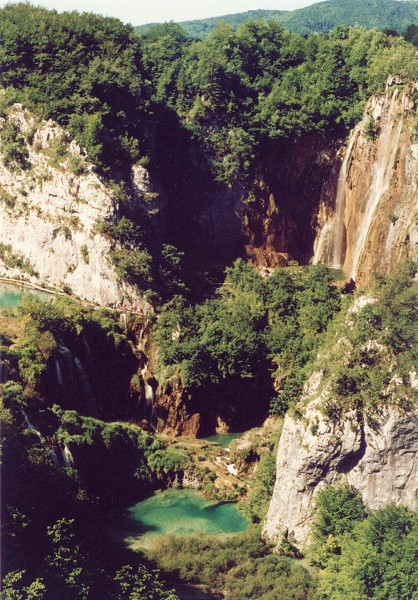
Park Narodowy Jezior Plitwickich

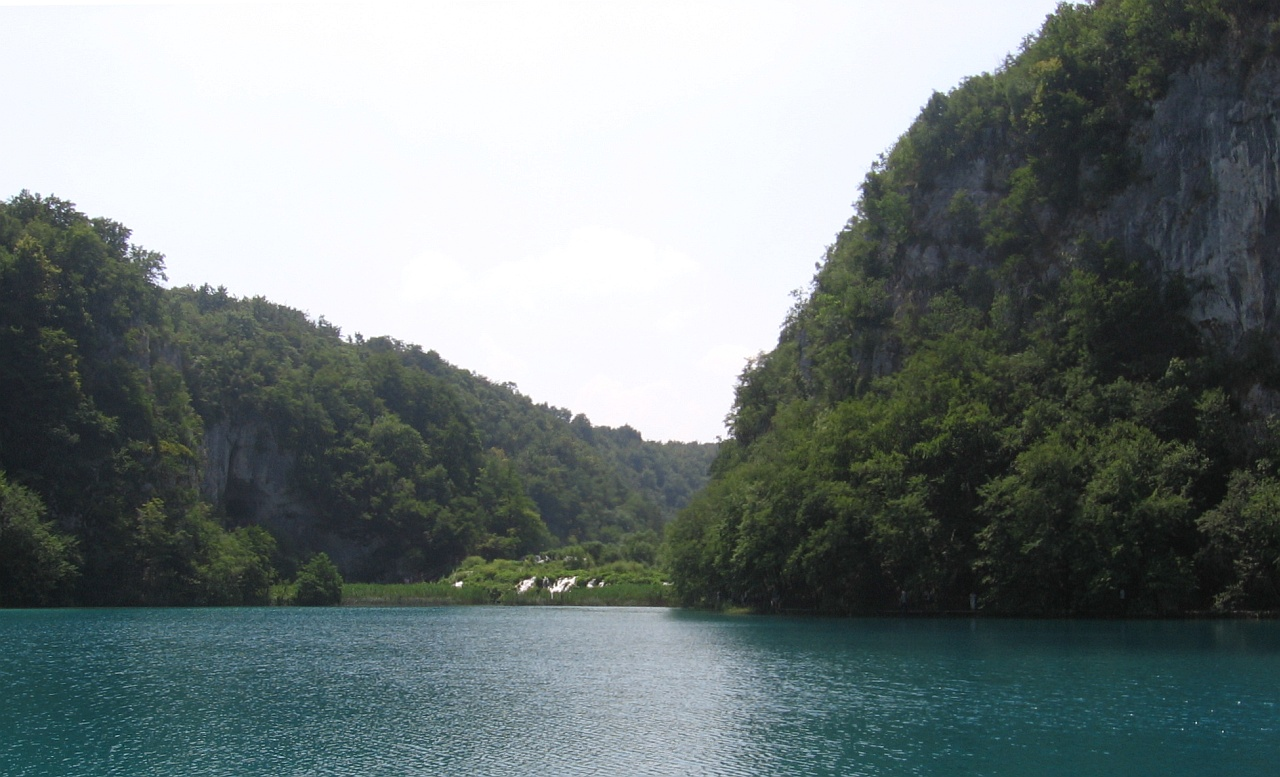
Park Narodowy Jezior Plitwickich

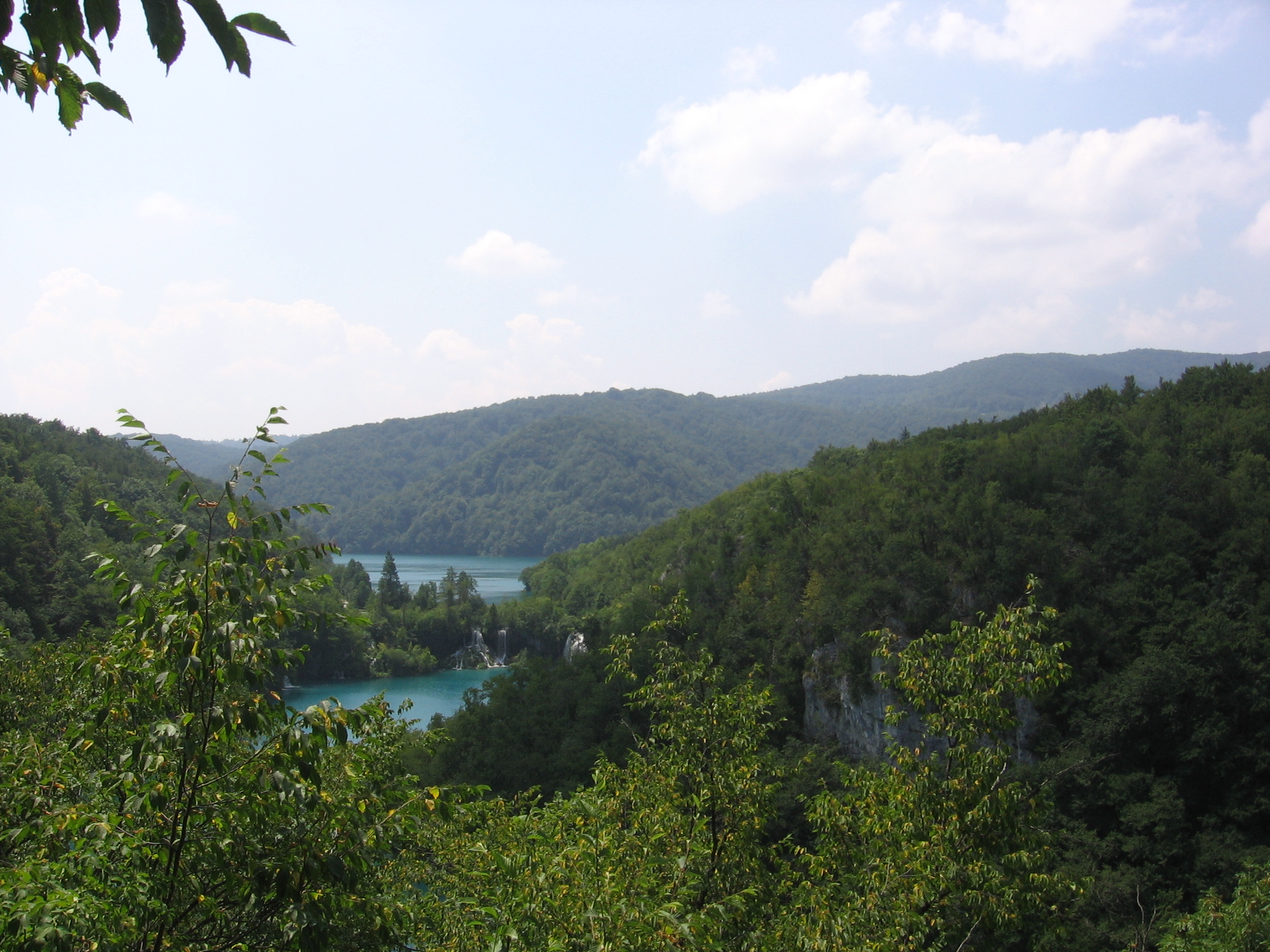
Jeziora Plitwickie

Park Narodowy Jezior Plitwickich (chorw. Nacionalni park Plitvička jezera) – park narodowy w Chorwacji, położony w środkowej części kraju ok. 140 kilometrów od Zagrzebia niedaleko wschodniej granicy z Bośnią i Hercegowiną; założony w 1949 roku. Jego największą atrakcją jest 16 jezior krasowych połączonych ze sobą licznymi wodospadami, znanych jako Jeziora Plitwickie. Jeziora dzielą się na dwa zespoły połączone kaskadowo – Górne i Dolne Jeziora.

## Geografia
Jeziora leżą w południowej części gór Mala Kapela, wchodzących w skład Gór Dynarskich.
Kompleks Jezior Plitwickich tworzą dwa zespoły połączonych kaskadowo jezior – tzw. Górne Jeziora (chorw. Gornja jezera) i Dolne Jeziora (chorw. Donja jezera), zasilane systemem wód powierzchniowych i podziemnych. Jeziora oddzielone są od siebie trawertynowymi groblami, na których tworzą się wodospady, których naliczono tutaj ponad 90. Długość wszystkich jezior wynosi łącznie 8,2 km, a ich łączna powierzchnia – ok. 200 hektarów. Największym z nich jest jezioro Kozjak: ma powierzchnię 80 hektarów i jest głębokie na 49,5 m. Potok Plitvica, dopływający po powierzchni otaczającej Plitwickie Jeziora wierzchowiny w rejon najniższego z jezior, spada w głąb doliny wysokim na 78 m Wielkim Wodospadem (chorw. Veliki slap). Jest to największy wodospad Chorwacji. Różnica wysokości pomiędzy taflą pierwszego jeziora (Prošćansko jezero, 636 m n.p.m.) a początkiem rzeki Korany (480 m n.p.m.) wynosi 156 m.
Na terenie parku znajdują się również jaskinie. Największe z nich to Supljara o długości 70 metrów i Golubinjaca o długości 160 metrów.

## Ochrona przyrody
Pierwszy rezerwat na tym terenie został założony w roku 1928. Park narodowy natomiast rozpoczął swą działalność w kwietniu 1949 r. Granice, kilkakrotnie poszerzane, ostatecznie w 1997 r. objęły powierzchnię 29 500 ha. W 1979 Park Narodowy Jezior Plitwickich znalazł się na liście Światowego Dziedzictwa Kulturalnego i Przyrodniczego UNESCO.

### Flora
Na terenie parku stwierdzono około 1100 gatunków roślin, w tym wiele endemitów. Są tu rośliny zarówno śródziemnomorskie, jak i właściwe terenom borealnym.
Dominującym gatunkiem w lasach otaczających jeziora jest buk zwyczajny – 73% powierzchni leśnej to lasy bukowe. Drugi ważny gatunek to jodła pospolita (22%). Powszechnie występują również: klon jawor, klon zwyczajny, dąb bezszypułkowy, wiąz górski, a z iglastych: świerk pospolity, sosna czarna i sosna zwyczajna. Dość licznie spotykane są dorodne okazy cisa pospolitego, zarówno w formie drzewiastej, jak i krzaczastej. Jodłowo-bukowe lasy, które zachowały swój naturalny charakter, tworzą Puszczę Dynarską. Lasy na tym terenie pełnią bardzo ważną funkcję, zapobiegają erozji gleby i przenoszeniu jej do jezior przez biegnące w dół zboczy strumienie.
Spośród roślin zielnych należy wymienić występowanie na terenie parku blisko 50 gatunków storczykowatych, a więc prawie tyle samo, co na terenie całej Polski. Wśród nich spotykana jest najładniejsza europejska orchidea – obuwik pospolity.

### Fauna
- ryby – nie ma tu wielu gatunków ryb. Najbardziej pospolitą jest troć wędrowna. Inne gatunki to: strzebla potokowa oraz golec, kleń, pstrąg potokowy i szczupak wprowadzone przez człowieka.
- płazy – ta grupa kręgowców jest reprezentowana dość licznie, a najwięcej jest salamandry plamistej. Inne płazy występujące w parku: traszka górska, traszka zwyczajna, żaba zwinka, żaba trawna, rzekotka drzewna, ropucha szara i kumak górski.
- gady – ze względu na długo zalegającą pokrywę śnieżną nie ma ich zbyt wiele, ale w miejscach nasłonecznionych spotkamy: jaszczurkę żyworodną, jaszczurkę zieloną, zaskrońca zwyczajnego, zaskrońca rybołowa także żółwia błotnego i żmiję nosorogą.
- ptaki (awifauna) – występuje tu największa w Chorwacji populacja pluszcza, a wszystkich gatunków występujących tutaj naliczono około 140. Są to między innymi: głuszec, bocian czarny, puchacz, sóweczka i kilka gatunków dzięciołów. Zalatuje tu także orzeł przedni, a na skałach kanionu Korany gniazduje sokół wędrowny.
- ssaki – okolice jezior zamieszkują wilki, lisy, kuny, borsuki i niedźwiedzie brunatne. Z powodzeniem introdukowano rysie. Występuje tu również wydra – jeden z bardziej zagrożonych ssaków centralnej Europy. Z roślinożerców mamy tu sarny, dziki i jelenie. W parku żyje również 15 gatunków nietoperzy, w tym m.in. związany z terenami leśnymi mopek zachodni.

## Historia regionu
W czasach starożytnych obszary w rejonie współczesnego parku narodowego zamieszkiwane były przez liczne ludy. Najczęściej wymienia się: Celtów, Ilirów, Japygów, Rzymian i Awarów. Ze średniowieczem związana jest lokalna legenda tłumacząca powstanie zbiorników wodnych. Według niej ludzie żyjący na tych terenach cierpieli z powodu susz. Kiedy wydawało się, że nic ich nie uratuje z pomocą przyszła im czarodziejka nazywana Czarną Królową. Za pomocą magii sprowadziła ulewę, która raz na zawsze zmieniła wygląd tego obszaru.
Wykopaliska archeologiczne potwierdzają istnienie tu niewielkiego klasztoru, według tradycji należącego do zakonu paulinów. Fundamenty pochodzących z XIII wieku zabudowań odkryto w okolicy jeziora Gradinsko. Budowla, najprawdopodobniej romańska, została na przełomie XV/XVI wieku przekształcona w niewielki zamek znany jako Krčingrad. Fortyfikacja wymieniania jest w XVI-wiecznych raportach oraz oznaczona na kilku mapach wojskowych z XVIII wieku. Mimo przeprowadzonych tu w 2008 i 2009 roku badań archeologicznych nie udało ustalić się do jakiego rodu należały fortyfikacje. Niektóre hipotezy wiążą zameczek z rodziną Babonicsok.
Podczas wojen z Turcją jeziora Plitwickie znalazły się na obszarze buforowym zwanym Pograniczem Wojskowym. Cesarscy urzędnicy chętnie osiedlali tu tzw. uskoków, czyli chorwackich i czarnogórskich uciekinierów z ziem zajętych przez Osmanów. To z kolei doprowadziło do zmiany zróżnicowania etnicznego tego terenu, a podczas wojny domowej w byłej Jugosławii zakończyło się tzw. „Plitwicką Krwawą Wielkanocą”.    
Do terytorium tego podczas rozpadu Jugosławii w 1. połowie lat 90. XX wieku zgłaszali pretensje także zamieszkali w Bośni Serbowie, tworząc Republikę Serbskiej Krajiny, tym bardziej że choć sam park formalnie podlegał chorwackim władzom, to okoliczną ludność w owym czasie stanowili jednak w większości Serbowie. W marcu 1991, na Wielkanoc, doszło w rejonie jezior do starcia uzbrojonych serbskich separatystów z chorwackimi siłami bezpieczeństwa, w wyniku którego po każdej ze stron poniosła śmierć jedna osoba. Wydarzenie to wzmogło znacznie napięcie pomiędzy domagającą się autonomii jugosłowiańską republiką Chorwacji a władzami Jugosławii i istotnie wpłynęło na późniejsze wydarzenia, w tym na formalną deklarację niepodległości Chorwacji i będącą jej konsekwencją wojnę jugosłowiańsko-chorwacką.

## Turystyka
Park narodowy wokół Jezior Plitwickich jest licznie odwiedzaną atrakcją turystyczną. W miesiącach letnich przyjeżdża tu kilka tysięcy osób dziennie. Na teren parku można wejść jednym z czterech przygotowanych wejść, przy których urządzone są obszerne parkingi i centra obsługi turystów. Zwiedzać park można kilkunastoma różnymi trasami, na których są odcinki do pokonania pieszo, niewielkimi statkami pasażerskimi (kursują na jeziorze Kozjak) oraz pociągami drogowymi. Trasy przygotowane są i oznakowane tak, aby dostosować ich stopień trudności do indywidualnych możliwości turystów: najkrótsze z nich zajmują do 2 godzin, najdłuższe – do 8 godzin wędrówki. Niedozwolone jest jednak opuszczanie oznakowanych ścieżek, a także biwakowanie, rozpalanie ognisk, łowienie ryb, kąpiel w jeziorach itp.